# Gobierno Meiji
El gobierno Meiji (明治政府 Meiji Seifu?) fue el gobierno formado por políticos del dominio de Satsuma y el dominio de Chōshū en la década de 1860. El gobierno Meiji fue el primer gobierno del Imperio del Japón.
Los políticos del gobierno Meiji eran conocidos como la oligarquía Meiji, que derrocó al shogunato Tokugawa.

## Desarrollo temprano
Después de la restauración Meiji, los líderes del samurái que derrocaron al shogunato Tokugawa no tenían una agenda clara o un plan previamente desarrollado sobre cómo administrar Japón. Tenían una serie de cosas en común; Según Andrew Gordon, "Fue precisamente su estatus intermedio y su insegura posición asalariada, junto con su sentido de frustrada ambición y derecho a gobernar, lo que explica la energía revolucionaria de los insurgentes Meiji y su amplio programa de reformas". La mayoría tenían alrededor de 40 años, y la mayoría eran de los cuatro dominios tozama del oeste de Japón (Chōshū, Satsuma, Tosa y Hizen). Aunque provenían de familias de samuráis de menor rango, habían ascendido a roles de liderazgo militar en sus respectivos dominios, y provenían de una formación educativa confuciana que enfatizaba la lealtad y el servicio a la sociedad. Finalmente, la mayoría tenía experiencia de primera mano en viajes al extranjero o experiencia de segunda mano a través de contactos con asesores extranjeros en Japón. Como resultado, sabían de la superioridad militar de las naciones occidentales y de la necesidad de que Japón se unificara y se fortaleciera para evitar el destino colonial de sus vecinos en el continente asiático.
Sin embargo, inmediatamente después de la renuncia de Tokugawa Yoshinobu en 1867, sin un gobierno centralizado oficial, el país era una colección de dominios feudales controlados en gran parte semiindependientes por daimyō, unidos por la fuerza militar de la Alianza Satchō y por el prestigio de la Corte Imperial de Kioto.
A principios de marzo de 1868, con el resultado de la guerra Boshin aún incierto, el nuevo gobierno Meiji convocó a delegados de todos los dominios en Kioto para establecer una asamblea nacional consultiva provisional. En abril de 1868, se promulgó la Carta de juramento, en el que el emperador Meiji estableció los lineamientos generales para el desarrollo y la modernización de Japón.
Dos meses después, en junio de 1868, el Seitaisho fue promulgado para establecer la nueva base administrativa para el gobierno de Meiji. Este código administrativo fue redactado por Fukuoka Takachika y Soejima Taneomi (quienes habían estudiado en el extranjero y tenían una perspectiva política liberal), y era una mezcla de conceptos occidentales como la división de poderes y un renacimiento de las antiguas estructuras de burocracia que se remontan al período Nara. Se estableció una estructura gubernamental central, o Daijō-kan.
El Daijōkan tenía siete departamentos:
- Legislativo (dividido en una Asamblea superior de burócratas designados y una Asamblea inferior de representantes de dominio)
- Ejecutivo
- Sintoísmo
- Finanzas
- Militar
- Relaciones Exteriores
- Asuntos civiles

Se estableció un Ministerio de Justicia separado para crear una separación de poderes a imitación de los países occidentales.
El gobierno instigó el Fuhanken Sanchisei, dividiendo el territorio en prefecturas urbanas o municipios (fu) y prefecturas rurales (ken). El gobierno local en Japón consistía en un área confiscada de Tokugawa, administrada por el Departamento de Asuntos Civiles, y 273 dominios semiindependientes. Se enviaron agentes del gobierno central a cada uno de los dominios para trabajar hacia la uniformidad administrativa y la conformidad con las directivas del gobierno central.
A principios de 1869, la capital nacional fue transferida de Kioto a Edo, que pasó a llamarse Tokio (Capital del Este).

## Abolición de los dominios
Artículos principales: Abolición del sistema han y Restauración Meiji
En marzo de 1869, el gobierno central dirigido por Ōkubo Toshimichi de Satsuma se sintió lo suficientemente fuerte como para efectuar una mayor centralización. Después de fusionar los ejércitos de Satsuma y Chōshū en una fuerza combinada, Ōkubo y Kido Takayoshi convencieron a los daimyō de Satsuma, Chōshū, Hizen y Tosa de entregar sus dominios al emperador. Otros daimyo se vieron obligados a hacer lo mismo, y todos fueron nombrados de nuevo como "gobernadores" para sus respectivos dominios, que ahora se trataban como subdivisiones del gobierno central.
En la primavera de 1871, Ōkubo, Kido, Inoue Kaoru, Yamagata Aritomo, Saigō Takamori, Ōyama Iwao, Sanjō Sanetomi e Iwakura celebraron una reunión secreta durante la cual se decidió proceder a la abolición de los dominios han por completo. Más tarde ese año, todos los ex-daimyo fueron convocados al Emperador, y emitió un decreto que convertía los dominios a prefecturas encabezadas por un funcionario burocrático del gobierno central. Los daimyo fueron generosamente jubilados y sus castillos se convirtieron en los centros administrativos locales para el gobierno central. Este decreto resultó en 305 unidades de administración local, que se redujeron a 72 prefecturas y 3 municipios a fines de año a través de varias fusiones, de modo que a fines de 1871, Japón se había convertido en un estado totalmente centralizado. La transición se hizo gradualmente, de modo que no hubo interrupciones en la vida de la gente común y no hubo brotes de resistencia o violencia. El gobierno central absorbió todas las deudas y obligaciones de los dominios, y muchos exfuncionarios en los dominios encontraron un nuevo empleo con el gobierno central.
En 1871, el gobierno central apoyó la creación de asambleas consultivas en los niveles más bajos del gobierno, a nivel de ciudad, pueblo y condado. La membresía de las asambleas prefecturales se obtuvo de estas asambleas locales. Como las asambleas locales solo tenían el poder de debate, y no la legislación, proporcionaron una válvula de seguridad importante, sin la capacidad de desafiar la autoridad del gobierno central.

## Reorganización del gobierno central
Mientras se abolían los dominios y se movían los límites administrativos locales, en agosto de 1869, el propio gobierno central se sometió a una reestructuración para reforzar la autoridad centralizada. La idea de división de poderes fue abandonada. El nuevo gobierno se basó en una asamblea nacional (que se reunió solo una vez), un Consejo de Asesores (Sangi) y ocho Ministerios:
- Asuntos Civiles (Ministerio del Interior desde 1873)
- Relaciones Exteriores
- Finanzas
- Ejército
- Marina
- Casa imperial
- Justicia
- Obras públicas
- Educación

La toma de decisiones en el gobierno se restringió a una oligarquía cerrada de quizás 20 individuos (de Satsuma, Chōshū, Tosa, Hizen y de la Corte Imperial). El Ministerio del Interior, ya que nombró a todos los gobernadores de las prefecturas, y el aparato policial controlado era el ministerio más poderoso del gobierno, y Ōkubo dejó el Ministerio de Finanzas para encabezar el Ministerio del Interior cuando se estableció.

## Eventos que llevaron a la renuncia de Okuma
Artículos principales: Itagaki Taisuke y Movimiento por la Libertad y los Derechos del Pueblo
Una de las presiones sobre el gobierno Meiji temprano fue la división entre aquellos miembros de la oligarquía que favorecían alguna forma de gobierno representativo, basado en modelos extranjeros, y la facción más conservadora que favorecía el gobierno centralizado y autoritario.
Un gran defensor del gobierno representativo fue Itagaki Taisuke, un poderoso líder de las fuerzas de Tosa que renunció a su posición en el Consejo de Estado por el incidente de Corea en 1873. Itagaki buscó medios pacíficos en lugar de rebeldes para ganar una voz en el gobierno. Dichos movimientos se llamaron Movimiento por la Libertad y los Derechos del Pueblo. Comenzó un movimiento destinado a establecer una monarquía constitucional y una asamblea nacional. Itagaki y otros escribieron el Memorial Tosa en 1874 criticando el poder desenfrenado de la oligarquía y pidiendo el establecimiento inmediato de un gobierno representativo. Insatisfecho con el ritmo de la reforma después de haberse reincorporado al Consejo de Estado en 1875, Itagaki organizó a sus seguidores y otros defensores democráticos en el Aikokusha a nivel nacional para presionar por un gobierno representativo en 1878. En 1881, en una acción por la cual él es más conocido, Itagaki ayudó a fundar el Jiyūtō (Partido Liberal), que favoreció las doctrinas políticas francesas. En 1882, Ōkuma Shigenobu estableció el Rikken Kaishintō (Partido Constitucional Progresista), que exigía una democracia constitucional al estilo británico. En respuesta, los burócratas del gobierno, los funcionarios del gobierno local y otros conservadores establecieron el Rikken Teiseitō (Partido Constitucional del Régimen Imperial), un partido progubernamental, en 1882. Numerosas manifestaciones políticas siguieron, algunas de ellas violentas, lo que resultó en más restricciones políticas del gobierno. Las restricciones obstaculizaron a los partidos políticos y condujeron a la división dentro y entre ellos. El Jiyūtō, que se había opuesto al Kaishintō, se disolvió en 1884, y Ōkuma renunció como presidente del Kaishintō.

## Establecimiento de una asamblea nacional
Los líderes gubernamentales, preocupados durante mucho tiempo por las amenazas violentas a la estabilidad y la seria división del liderazgo sobre el asunto coreano, generalmente acordaron que algún día se debería establecer un gobierno constitucional. Kido Takayoshi había favorecido una forma constitucional de gobierno desde antes de 1874, y se habían redactado varias propuestas que preveían garantías constitucionales. Sin embargo, la oligarquía, aunque reconocía las realidades de la presión política, estaba decidida a mantener el control. La Conferencia de Osaka de 1875 resultó en la reorganización del gobierno con un poder judicial independiente y un Consejo de Ancianos designado encargado de revisar las propuestas de una constitución. El emperador declaró que "el gobierno constitucional se establecerá en etapas graduales", ya que ordenó al Genrōin que redactara una constitución. En 1880, delegados de veinticuatro prefecturas celebraron una convención nacional para establecer la Kokkai Kisei Dōmei (Liga para el Establecimiento de una Asamblea Nacional).
Aunque el gobierno no se opuso al gobierno parlamentario, confrontado con el impulso por los "derechos del pueblo", continuó tratando de controlar la situación política. Nuevas leyes en 1875 prohibieron las críticas de la prensa al gobierno o la discusión de las leyes nacionales. La Ley de la Asamblea Pública (1880) limitó severamente las reuniones públicas al no permitir la asistencia de funcionarios públicos y exigir el permiso de la policía para todas las reuniones. Sin embargo, dentro del círculo gobernante, y a pesar del enfoque conservador del liderazgo, Ōkuma continuó como un defensor solitario del gobierno de estilo británico, un gobierno con partidos políticos y un gabinete organizado por el partido mayoritario, responsable ante la asamblea nacional. Pidió que se celebraran elecciones en 1882 y que se convocara una asamblea nacional en 1883; Al hacerlo, precipitó una crisis política que terminó con un rescripto imperial de 1881 que declaraba el establecimiento de una asamblea nacional en 1890 y su destitución del gobierno.
Rechazando el modelo británico, Iwakura Tomomi y otros conservadores tomaron prestado en gran medida del sistema constitucional prusiano. Itō Hirobumi, uno de la oligarquía Meiji y nativo de Chōshū involucrado durante mucho tiempo en asuntos gubernamentales, fue acusado de redactar la constitución de Japón. Dirigió una Misión de Estudio Constitucional en el extranjero en 1882, pasando la mayor parte de su tiempo en Alemania. Rechazó la Constitución de los Estados Unidos como "demasiado liberal" y el sistema británico como demasiado difícil de manejar y con un parlamento con demasiado control sobre la monarquía; Los modelos francés y español fueron rechazados por tender al despotismo.

## Fortalecimiento de la autoridad estatal
Artículo principal: Constitución Meiji
Al regreso de Itō, uno de los primeros actos del gobierno fue establecer el sistema de nobleza kazoku con nuevos rangos para la nobleza. Quinientas personas de la antigua nobleza de la corte, exdaimyō, samurái y plebeyos que habían prestado un valioso servicio al gobierno se organizaron en cinco filas: príncipe, marqués, conde, vizconde y barón.
Fue puesto a cargo de la nueva Oficina de Investigación de Sistemas Constitucionales en 1884, y el Consejo de Estado fue reemplazado en 1885 por un gabinete encabezado por Itō como primer ministro. Los cargos de canciller, Ministro de la izquierda y Ministro de la derecha, que habían existido desde el siglo VII como posiciones de asesoramiento para el emperador, fueron abolidos. En su lugar, el Consejo Privado se estableció en 1888 para evaluar la próxima constitución y asesorar al emperador. Para fortalecer aún más la autoridad del estado, el Consejo Supremo de Guerra se estableció bajo el liderazgo de Yamagata Aritomo, un nativo de Chōshū a quien se le atribuyó la fundación del moderno Ejército Imperial Japonés y se convertiría en el primer Primer Ministro constitucional. El Consejo Supremo de Guerra desarrolló un sistema de personal general de estilo alemán con un jefe de personal que tenía acceso directo al emperador y que podía operar independientemente del ministro del ejército y los funcionarios civiles.

## La Constitución Meiji
Artículo principal: Constitución Meiji
Cuando finalmente el Emperador lo otorgó como una señal de que compartía su autoridad y otorgaba derechos y libertades a sus súbditos, la Constitución del Imperio de Japón de 1889 (la Constitución Meiji) preveía la Dieta Imperial (Teikoku Gikai), compuesta por una Casa de Representantes y una Cámara de los Pares. La Cámara de Representantes fue elegida popularmente con una franquicia muy limitada de ciudadanos varones que pagaron 15 yenes en impuestos nacionales (aproximadamente el 1% de la población) como candidatos elegibles. La Casa de los Pares estaba compuesta por la nobleza y los nombrados imperiales. También se preveía la creación de un gabinete compuesto por ministros de Estado directamente responsables ante el emperador e independientes de la legislatura. Funcionalmente, la Dieta pudo aprobar la legislación gubernamental e iniciar leyes, hacer representaciones ante el gobierno y presentar peticiones al Emperador.
Sin embargo, a pesar de estos cambios institucionales, la soberanía aún residía en el Emperador sobre la base de su ascendencia divina. La nueva constitución especificaba una forma de gobierno que todavía era de carácter autoritario, con el Emperador con el poder último y solo concesiones mínimas hechas a los derechos populares y los mecanismos parlamentarios. La participación del partido fue reconocida como parte del proceso político. La Constitución Meiji debía durar como ley fundamental hasta 1947, cuando fue suplantada por la constitución actual de Japón.

## Elecciones y poder político
La primera elección nacional se celebró en 1890, y 300 miembros fueron elegidos para la cámara baja. La votación se restringió a los hombres mayores de veinticinco que pagaron un impuesto sobre la renta de un mínimo de quince yenes, una calificación que se redujo en 1900 y 1919 con el sufragio masculino universal aprobado después de mucho debate en 1925. Las mujeres nunca obtuvieron la franquicia hasta después de la Segunda Guerra Mundial cuando Se introdujo una nueva constitución.
Los partidos Jiyūtō y Kaishintō habían revivido en anticipación de las elecciones y juntos ganaron más de la mitad de los escaños. La Cámara de Representantes pronto se convirtió en el escenario de disputas entre los políticos y la burocracia gubernamental sobre cuestiones importantes, como el presupuesto, la ambigüedad de la constitución sobre la autoridad de la Dieta y el deseo de la Dieta de interpretar la "voluntad del Emperador" versus la posición de la oligarquía de que el gabinete y la administración deberían "trascender" todas las fuerzas políticas en conflicto. La influencia principal que tuvo la Dieta fue su aprobación o desaprobación del presupuesto, y en adelante ejerció con éxito su autoridad.
En los primeros años del gobierno constitucional, se revelaron las fortalezas y debilidades de la Constitución Meiji. Una pequeña camarilla de la élite Satsuma y Chōshū continuó gobernando Japón, institucionalizándose como un cuerpo extraconstitucional de genrō (estadistas mayores). Colectivamente, el genrō tomó decisiones reservadas para el Emperador, y el genrō, no el Emperador, controlaba el gobierno políticamente. Sin embargo, durante todo el período, los problemas políticos generalmente se resolvieron mediante un compromiso, y los partidos políticos gradualmente aumentaron su poder sobre el gobierno y como resultado tuvieron un papel cada vez más importante en el proceso político.

## Luchas políticas
Artículo principal: Era Meiji
Después de las amargas rivalidades políticas entre el inicio de la Dieta en 1890 y 1894, cuando la nación se unificó para el esfuerzo de guerra contra China, siguieron cinco años de unidad, cooperación inusual y gabinetes de coalición. De 1900 a 1912, la Dieta y el gabinete cooperaron aún más directamente, con los partidos políticos desempeñando papeles más importantes. A lo largo de todo el período, la antigua oligarquía Meiji retuvo el control final, pero cedió constantemente el poder a los partidos de la oposición. Las dos figuras principales del período fueron Yamagata Aritomo, cuya larga permanencia (1868–1922) como líder militar y civil, incluidos dos períodos como primer ministro, se caracterizó por su intimidación de los rivales y su resistencia a los procedimientos democráticos, e Itō Hirobumi, quien era un transigente y, aunque anulado por el genrō, quería establecer un partido gubernamental para controlar la Cámara durante su primer mandato. Cuando Itō regresó como primer ministro en 1898, nuevamente presionó para un partido del gobierno, pero cuando Yamagata y otros se negaron, Itō renunció. Sin un sucesor voluntario entre los genrō, el Kenseitō (Partido Constitucional) fue invitado a formar un gabinete bajo el liderazgo de Ōkuma e Itagaki, un logro importante en la competencia de los partidos de oposición con el genrō. Este éxito fue de corta duración: el Kenseitō se dividió en dos partidos, el Kenseitō dirigido por Itagaki y el Kensei Hontō (Partido Constitucional Real) dirigido por Ōkuma, y el gabinete terminó después de solo cuatro meses. Yamagata luego regresó como primer ministro con el respaldo de los militares y la burocracia. A pesar del amplio apoyo de sus puntos de vista sobre la limitación del gobierno constitucional, Yamagata formó una alianza con Kenseitō. Las reformas de las leyes electorales, la expansión de la Cámara a 369 miembros y las disposiciones para las votaciones secretas ganaron el apoyo de la Dieta para los presupuestos y los aumentos de impuestos de Yamagata. Sin embargo, continuó usando las ordenanzas imperiales para evitar que las partes participaran plenamente en la burocracia y para fortalecer la posición ya independiente de los militares. Cuando Yamagata no pudo ofrecer más compromisos al Kenseitō, la alianza terminó en 1900, comenzando una nueva fase de desarrollo político.

## Itō se convierte en Primer Ministro
Itō y su protegido, Saionji Kinmochi finalmente lograron formar un partido progubernamental, el Rikken Seiyūkai (Amigos del Gobierno Constitucional), en septiembre de 1900, y un mes después, Itō se convirtió en primer ministro del primer gabinete Seiyūkai. Los Seiyūkai tenían la mayoría de los escaños en la Cámara, pero los aliados conservadores de Yamagata tuvieron la mayor influencia en la Cámara de los Pares, lo que obligó a Itō a buscar la intervención imperial. Cansado de las luchas internas políticas, Itō renunció en 1901. A partir de entonces, el primer ministro alterno alternó entre el protegido de Yamagata, Katsura Tarō y Saionji. La alternancia del poder político era una indicación de la capacidad de las dos partes para cooperar y compartir el poder y ayudó a fomentar el desarrollo continuo de la política de partidos.

## Fin de la era Meiji
Artículos principales: Era Meiji y Era Taishō
En 1911, Japón puso fin a todos los tratados desiguales. El período Meiji terminó con la muerte del Emperador Meiji en 1912 y el comienzo de la era Taishō (1912–1926) cuando el Príncipe Heredero Yoshihito se convirtió en el nuevo emperador (Emperador Taishō). El final de la era Meiji estuvo marcado por enormes inversiones gubernamentales nacionales y extranjeras y programas militares, crédito casi agotado y falta de divisas para pagar deudas. Pero, el "régimen Meiji" duró hasta el final de la Segunda Guerra Mundial en 1945.
El comienzo de la era Taishō estuvo marcado por una crisis política que interrumpió las políticas anteriores de compromiso. Cuando el primer ministro Saionji intentó recortar el presupuesto militar, el ministro del ejército renunció y derribó el gabinete del Seiyūkai. Tanto Yamagata como Saionji se negaron a reanudar el cargo, y los genrō no pudieron encontrar una solución. La indignación pública por la manipulación militar del gabinete y el retiro de Katsura por un tercer mandato llevó a aún más demandas para poner fin a la política de genrō. A pesar de la oposición de la vieja guardia, las fuerzas conservadoras formaron un partido propio en 1913, el Rikken Dōshikai (Asociación de Amigos Constitucionales), un partido que ganó una mayoría en la Cámara sobre el Seiyūkai a fines de 1914.